# Donald S. Whitehead
Donald Strehle Whitehead (* 10. Oktober 1888 in Three Oaks, Berrien County, Michigan; † 2. Januar 1957 in Boise, Idaho) war ein US-amerikanischer Politiker. Zwischen 1939 und 1941 sowie nochmals von 1947 bis 1951 war er Vizegouverneur des Bundesstaates Idaho.

## Werdegang
Bereits sechs Monate nach seiner Geburt kam Donald Whitehead mit seinen Eltern nach Boise. Im Jahr 1907 absolvierte er die University of Idaho. Er schlug eine Laufbahn in der Baubranche ein, die er aber bald abbrach, um im familieneigenen Apothekengeschäft zu arbeiten. Hauptberuflich war er in dieser Branche tätig. Politisch wurde er Mitglied der Republikanischen Partei. Er wurde Abgeordneter im Repräsentantenhaus von Idaho und Präsident dieser Parlamentskammer.
1938 wurde Whitehead an der Seite von C. A. Bottolfsen zum Vizegouverneur von Idaho gewählt. Dieses Amt bekleidete er zwischen dem 2. Januar 1939 und dem 6. Januar 1941. Dabei war er Stellvertreter des Gouverneurs und Vorsitzender des Staatssenats. Im Jahr 1946 wurde er erneut in dieses Amt gewählt. Inzwischen war die Amtszeit von zwei auf vier Jahre verlängert worden. Zwischen dem 6. Januar 1947 und dem 1. Januar 1951 war er als Vizegouverneur Vertreter von Gouverneur Charles A. Robins.
Im Juni 1947 machte er Schlagzeilen, als er über Boise ein UFO gesehen haben wollte. Damals wurde noch über andere Sichtungen dieser Art berichtet. Mit seinen angeblichen oder tatsächlichen UFO-Beobachtungen machte Whitehead bundesweite Schlagzeilen. Er starb am 2. Januar 1957 in Boise.